# Concertino pour flûte, piano et orchestre à cordes
Le Concertino pour flûte, piano et orchestre à cordes est une œuvre concertante de la compositrice française Germaine Tailleferre, écrite en 1952.

## Histoire
Composé en 1952, le concerto est dédié au flûtiste Jean-Pierre Rampal. Il est créé le 27 janvier 1953 par l'Orchestre philharmonique de Radio France, avec son dédicataire et Robert Veyron-Lacroix au piano. L'œuvre est enregistrée le 21 octobre 1953, avec les mêmes solistes et l'Orchestre radio symphonique de Paris dirigé par Eugène Bigot.
L'orchestre de chambre comprend des instruments à cordes, mais aussi une harpe et des timbales.

## Mouvements
1. Pastorale
2. Intermezzo
3. Nocturne
4. Finale

## Discographie
- Josephine Gandolfi (piano), Leta E. Miller (flute), Orchestre de chambre de l'Université de Californie à Santa Cruz dirigé par Nicole Paiement, La Musique de Germaine Tailleferre II, Helicon Records, 1999.
- Diana Ambache (piano), Anthony Robb (flute), Ambache Ensemble, Liberté, Égalité, Sororité, Ambache Recordings, 2016.